# Brunnshög

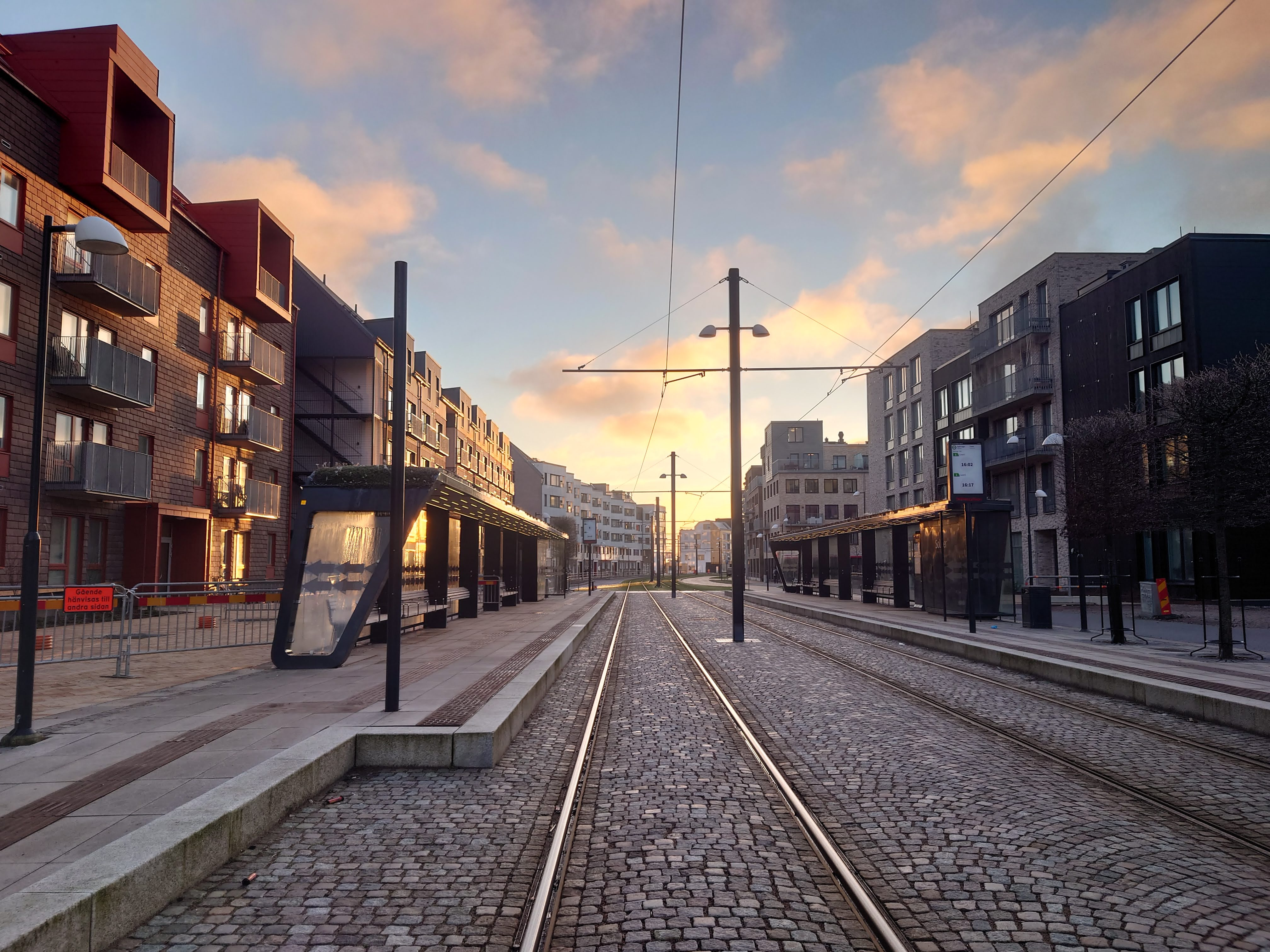
Solbjers spårvagnsstation på Brunnshögsgatan.

Brunnshög är en stadsdel i nordöstra Lund, mellan stadsdelarna Östra Torn och Norra Fäladen. På Brunnshög ligger de två forskningsanläggningarna ESS och Max IV. Området betjänas av spårvagnslinjen mellan ESS och Lund C som togs i drift 13 december 2020. Under en utbyggnadsperiod på 40 år väntas 40 000 människor bosätta sig eller arbeta på Brunnshög. En av målsättningarna för områdets boendestruktur är att hälften av bostäderna ska vara bostadsrätter eller äganderätter medan andra hälften ska vara hyresrätter.

## Historia
Området som Brunnshög byggs på har tidigare karaktäriserats av ett öppet jordbrukslandskap. I närområdet fanns verksamheter och gårdar såsom vandrarhemmet La Strada. Nyexploateringen av området startade runt 2005 i området norr om Östra Torn. Kommunens arbetsnamn för stadsdelen var Lund Northeast (Nordöstra Lund). Redan i planeringsstadiet hade en spårvägslänk planerats in för att angöra området. Kollektivtrafikstråket kallades Lundalänken och utgjorde en bussgata fram till det att spårvagnen öppnade för trafik den 13 december 2020.

## Delområden

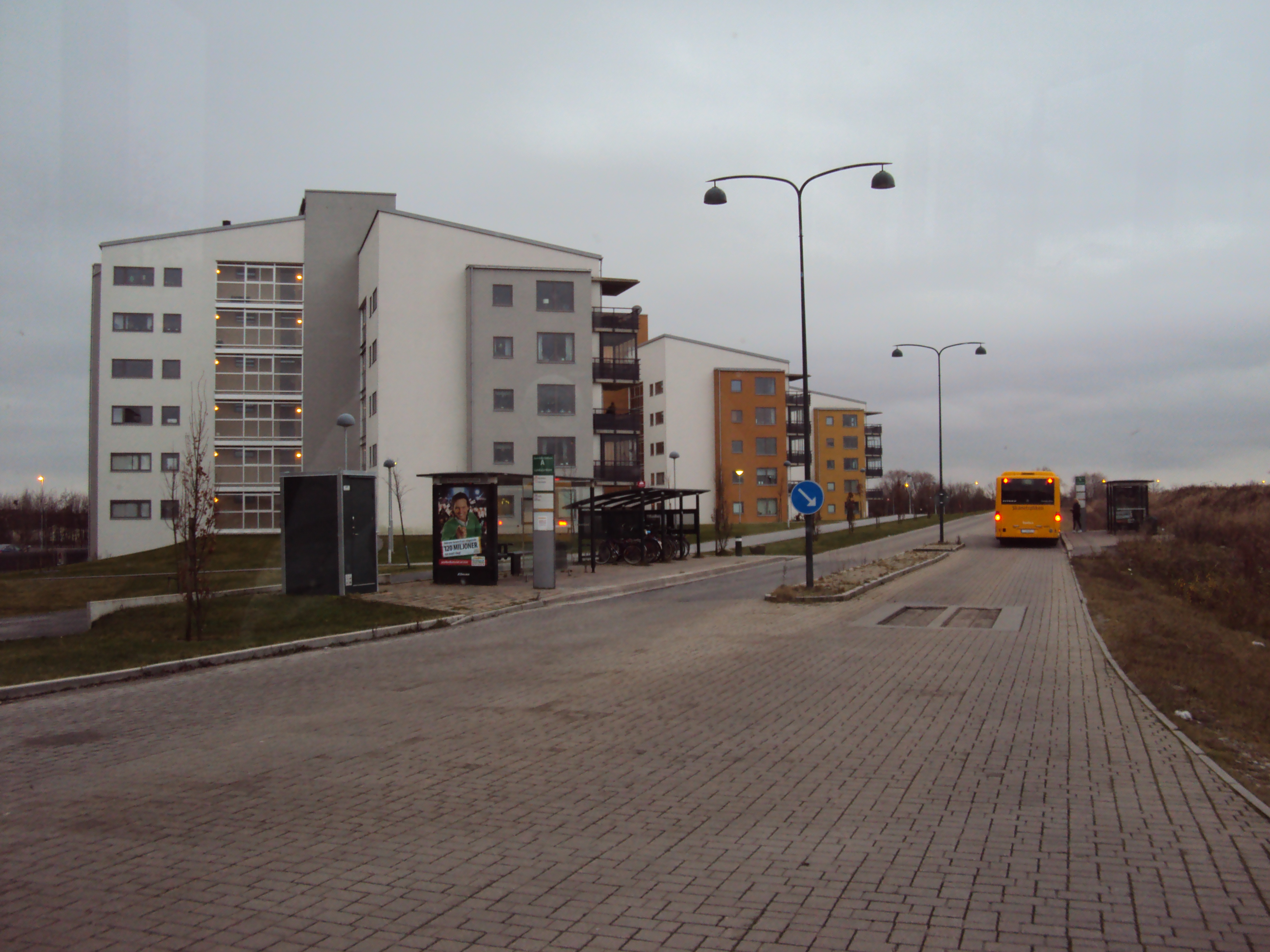
De första av bostadshusen på Brunnshög sedda från den tidigare existerande busshållplatsen på Neversvägen.

### Södra Brunnshög
Delområdet som exploaterades först kallas för Södra Brunnshög som byggdes som en blandad kvartersstad och har som syfte att fungera som en entré till stadsdelen. Huvudgatan Brunnshögsgatan löper genom delområdet och spårvägen dragen i mitten av vägen. På Södra Brunnshög finns det en matbutik, två mobilitetshus, kaféer samt restauranger. I delområdets högsta byggnad finns ett hotell med skybar, Motel L. Det planeras dessutom för vissa kontor i området.

### Centrala Brunnshög
I centrala Brunnshög ska Brunnshögstorget och centrumbebyggelse byggas. Utmed torget planeras ett 36-våningshus att byggas, vilket i sådana fall blir Lunds högsta hus. I området planeras det dessutom för utbredd samhällsservice med bland annat vårdcentral, uteställen, gym och Systembolaget. I delområdets västra del har den ovalt formade parken Nobelparken byggts. Även en skola planeras uppföras i området.

### Science Village
Norr om centrala Brunnshög planeras forskningsklustret Science Village uppföras. Bland annat är det tänkt att Lunds Tekniska Högskola ska flytta delar av sin verksamhet hit. Ett nanolabb ska uppföras i området.

### Västra Brunnshög
Väster om Odarslövsvägen och centrala Brunnshög ska ett företagsområde uppföras. I början av 2023 var området fortfarande under planering. Det är dock beslutat att Axis ska bygga ett nytt kontor här. Det har anlagts en planfri korsning för gång- och cykeltrafik under E22 som förbindelse med grannstadsdelen Norra Fäladen.

### Råängen
Norr om centrala Brunnshög vid spårvagnsstationerna och forskningsanläggningarna MAX IV och ESS planeras det för en kvartersstad på sikt. Öster om Råängen har Kunskapsparken anlagts.

## Bebyggelse
Bebyggelsen på Brunnshög varierar utmed de olika delområdenas karaktär. Generellt sett är området försett med öppna kvartersstrukturer med kluster av bottenverksamheter. Bostadstätheten är högst vid spårvägsstråket.
De första nybyggda bostäderna inom ramen för exploateringen på Brunnshög var åtta punkthus längs Neversvägen som stod färdigbyggda år 2006.
Ingen större bebyggelse tillkom förrän huvudgatan och spårvägsgatan Brunnshögsgatan blev farbar våren 2018. Det första huset färdigställdes och blev inflyttningsklart var studenthuset vid den nuvarande spårvagnsstationen Solbjer. I mars 2021 öppnade Hemköp i området. Fram till mars 2023 har i princip alla byggnader på Södra Brunnshög byggts färdigt eller att byggnation påbörjats. Även delar av centrala Brunnshög som bostadshus samt centrumbebyggelsen vid Brunnshögstorget hade börjat byggas vid tidpunkten.
Områdets sophantering sker i huvudsak av ett sopsugssystem. Sopsugssystemet drabbades dock av problem på Södra Brunnshög under de första åren i drift.

## Kommunikationer
Brunnshög ligger i nordöstra delen av Lunds tätort.
I västra delen av området finns en trafikplats på motorvägen E22, som leder norrut i riktning mot Eslöv och Kalmar eller söderut mot Malmö.
Lunds spårväg har tre hållplatser i området; Telefonplan, Solbjer, Brunnshögstorget, MAX IV samt ESS. Dessutom finns hållplatser för regionbusslinjerna 155, 166, 168 och 169 hållplatser utspridda på Brunnshög.